# Florian Reinhardt
Florian Reinhardt (* 3. Februar 1988 in Magdeburg) ist ein ehemaliger deutscher Basketballspieler.

## Leben
Reinhardt begann beim USC Magdeburg Basketball zu spielen. Er war Auswahlspieler des Basketball-Verbands Sachsen-Anhalt und gehörte 2004 zur deutschen U-16-Basketballnationalmannschaft des Deutschen Basketball Bundes. Im gleichen Jahr belegte er beim Bundesjugendlager einen 8. Platz. 2004 wurde er vom damaligen TuS-Jena-Trainer Frank Menz an die Saalestadt geholt, wo er bis 2007 Teilnehmer des Jenaer Basketballjugendkonzepts am J. Chr. F. GutsMuths Sportgymnasium Jena war. Er spielte in der Folge auch für die Nachwuchsteams und die zweite Mannschaft des TuS Jena. Am 1. Oktober 2006 holte er die ersten Punkte und das erste Double-double in der Geschichte der Nachwuchs-Basketball-Bundesliga gegen den MTV Kronberg. In der Aufstiegssaison Jenas 2007 stand er außerdem im Profikader der Saalestädter, die nun als Science City Jena spielten. Er kam auf sieben Kurzeinsätze in der Basketball-Bundesliga.
Nach dem Abstieg der Jenaer spielte er für zwei Jahre beim Regionalligisten BIG Oettinger Rockets Gotha auf der Position des Forward. 2010 konnte er mit der Mannschaft den Landespokal des Thüringer Basketball Verbands sowie den 4. Platz im DBB-Pokal gewinnen sowie den Aufstieg in die ProB feiern. 2014 spielte er für den BC Erfurt in der Regionalliga, verließ die Mannschaft jedoch schon vor Jahresende aus beruflichen Gründen.